# Pisani šur
Pisani šur (znanstveno ime Trachurus picturatus) je morska riba iz družine trnobokov.

## Opis
Običajno pisani šuri dosežejo v dolžino okoli 25 cm, izjemoma pa celo do 60 cm. Gre za obalno pelaško vrsto, ki se zadržuje v zgornjih vodnih plasteh do 370 m globoko. Razširjen je v Sredozemlju z vsemi morji ter v vodah vzhodnega Atlantika